# 表面流出

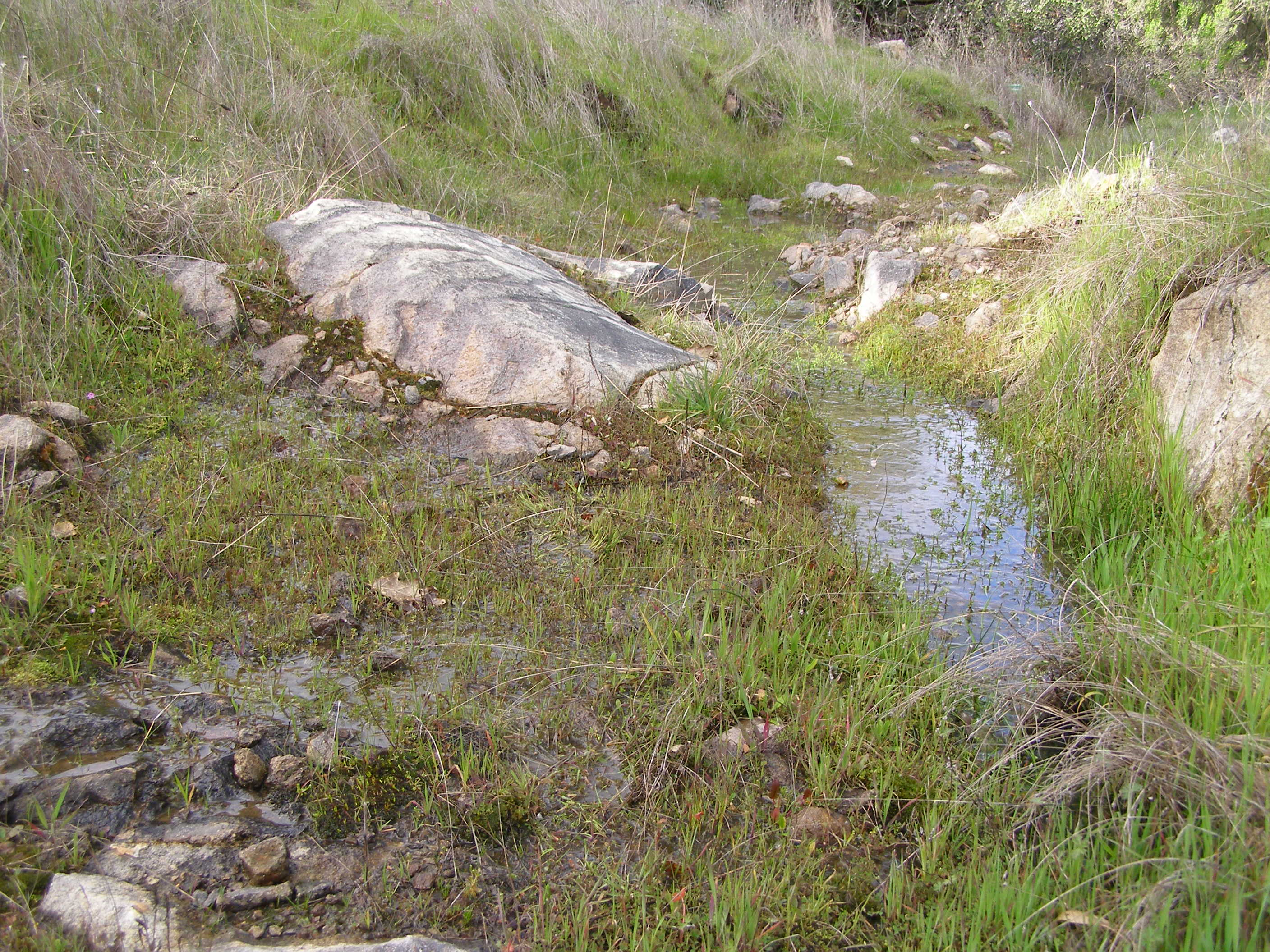
表面流出

表面流出（ひょうめんりゅうしゅつ、英: surface runoff）とは、雨水、雪解け水などから大地を流れる水の流れを表現する用語であり、水循環の主な構成を示す。
流路に繋がる表面を流れる流水は、面汚染源とも呼ばれている。流出水が大地を流れるときには、流出水が、石油や農薬（除草剤・殺虫剤）、肥料などの廃水または面汚染源となるような汚染を拾い上げる。

## 世代
表面流出は、降雨や雪解け、氷河の崩落などから発生する。
雪解けや氷河の崩落は寒い地域しか起きないものである。典型的に、雪解けは春期にピークを迎え、氷河の崩壊は夏期にピークを迎える。雪解けや氷河の崩壊率の決定的な要因は、気温と日照時間である。高山地帯では日差しのある日にしばしば増水し、曇りがちの日には水が引く。
降雪のない地域では、流水は降雨から始まる。しかしながら、全ての降水が流水を生むわけではない。なぜならば、土壌の貯水力によってにわか雨くらいならば吸収できるからである。
オーストラリアおよび南アフリカ共和国の極めて古い土壌において、根毛の濃密なネットワークをともなったプロテオイド根が、大量の降雨であっても降水を吸収できたことが分かっている。こうした地域では、不毛で砕けた粘土質の土壌であっても、高い雨量と蒸発する見込みの少ないことが表面流出の発生に必要なのであり、変化しやすい、一時的な流れとなるのである。

## 地表流の発生パターンと地表流
地表流が発生するパターンとしては、地中への水の浸透が過剰になった状態と地中の水が飽和状態であるために発生する状態の2パターン存在する。前者は、砂漠気候またはステップ気候の地域で起こりやすく、そこでは降水が激しく、表面シールや舗装地域では土壌の浸透能力が低落する。降雨が続き土壌の水分が飽和状態になり、凹地貯留が溢れた場合に降水がすぐに表面流出を生み出す。土壌が飽和するまでの時間に与える影響の1つとして、もともとの土壌中の水分量を挙げることができる。こうして、浸透した水は、上流から下流へと流れるのだが、このとき、この水は、海の近くで地表に表出する。また地表の水分の一部は蒸発し、微地形の沈下で貯水され、下流に流れる途中で土壌に浸透する。しかし、いかなる地表の水分も、最終的には流路を下って川、湖、海に到達するのである。

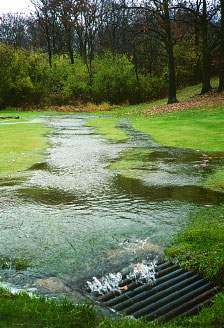
雨水管に流れ込む表面流出

## 表面流出の影響

### 侵食
表面流出は地球表面の侵食の原因の1つである。農作物生産性の減退は侵食が生じるが、土壌保全の分野で学ばれている。4つの典型的な侵食があり、雨滴侵食・ガリー侵食・表層侵食（面状侵食）・河底浸食である。雨滴侵食は、土壌表層に繋がる雨滴の力学的衝突の結果であり、土の粒子が表面流出の容体の中を漂う。ガリー侵食は、土壌中を帯状に削るほど強い流れのときに発生するが、1cmの溝であることもあれば、数mの川であることもある。表層侵食は、はっきりとした溝を持たない流路で、地表で運搬をする。2つのタイプの流路とも相当量の堆積物とその他の水質汚染]物質を運ぶ。ガリー侵食の場合、かなりの量の物質が、一時的な増水で運ばれる。河底浸食は、河やクリークの早い流れにおける、川岸や河底の磨耗である。
流路で運ばれる土の粒子はさまざまなサイズを持ち、直径0.01–1.0mmである。より大きな粒子は少ない輸送距離で沈殿、堆積するが、微粒子は水中を漂って長距離を動くことができる。こういう理由で、濁度を生み出し光透過率を減じるのは微粒子のシルト質土であり、水の生態系を混乱させる状況である。
世界規模の現代の侵食土壌喪失の主要の原因は、熱帯雨林の焼畑農業から生じる。大地表面の全体が植生で剥ぎ取られ、有機体が全て焼き払われたならば、土の表面は、風化と水の浸食に傷つきやすい。地球の数多くの国で、全ての地域で生産性がなくなっている。国の陸地の10パーセント程度を構成するマダガスカル高地の中央部では、実質的には陸地全体が植生に対して不毛で、そこにはおおよそ奥行き50m、幅100kmを超えるガリー侵食溝帯がある。世界のある地域には、移動農耕が焼畑農業と組み合わせて営農組織となっている。侵食は、肥沃な表土を損失し、沃土を減退させ、農業生産性の質をも後退させる。

### 環境影響
流水と関連する主要な環境問題は、水循環系に対する水質汚染の運搬を通じた地表水、地下水、土壌に対する影響であろう。最終的には、こうした結果は、人間の健康リスク、生態系の混乱、水資源に対する美環境の影響に変わる。流水から生じた地表の水へ大きな影響を与える、幾ばくかの汚染は、石油物質・除草剤・肥料などである。表面流出による除草剤の定量的な取り込みと他の汚染は、1960年代から研究されているが、水に関する除草剤などとの接点は、薬害に関する知識を高めたとして評価されている。表層水の場合、小川や河川がさまざまな化学物質や堆積物を運搬しながら流水を受け取るので、その影響は水質汚染となる。飲料に適し、水供給として表層水が用いられるとき、その表層水は、健康リスクと飲料水としての観点（自然の理法・色・濁度）から妥協を受ける。汚染された表層水のリスクは、彼らを接待する水生種の代謝過程を変質させるし、こうした変化が、魚の大量死や生態系バランスの変化をもたらすのである。他の種の影響は、動物の交配、産卵、卵生・幼生の生存能力、活性、植生の生産性などである。地下水の場合、主な問題は、帯水層などから人間の使用に取り込まれた場合、飲料水の汚染である。

### 洪水
水路が、下流に向かう水の量を運びきれなくなったときに、洪水が発生する。洪水の発生頻度により再現期間が表現される。洪水は自然の過程であり、生態系の厚生と過程を持ち、しかし河川工学といった土地使用により変えられる。洪水は、社会と損害の発生の双方に恩恵がある。ナイル氾濫原に沿った農耕は、穀物に有益な栄養物を堆積する季節特有の洪水が利用されている。しかしながら、定住の数と影響が増大するにつれて、洪水は徐々に自然の脅威となった。逆の影響が、生命の喪失・物的被害・水供給の汚染・穀物の喪失・社会の転換・家屋の喪失などに及ぶ。洪水は、もっとも自然災害として被害の大きいものの1つである。

### 農業問題
農地が耕され、裸の土壌が晒されると、降水が毎年、水路へと10億トンにも及ぶ表土が運ばれ、肥沃な表土が損失し、表水に濁りを生み出すような堆積物が加わる。農業問題の他の事情としては、表面流出経由で農薬を運ぶことだ。（硝酸エステル・リン酸塩・除草剤など）この事由は、化学物質の使用が過剰であるか、まずいタイミングで大量の降水があった場合におきる。結果的に発生した汚染流液は、農薬の廃棄物だけでなく、下流の生態系の環境処遇にも現れている。伝統的農法の代替手段として、化学物質の使用を除去あるいは大きく減らす有機農法がある。

## 測定法と数学的モデリング
流液は、さまざまな水質に関するサンプリング法と結びついた数学的モデルを用いて分析される。測定法は、特定の有機化合物・無機化合物といった汚染を測定するpHや濁度などの機器や溶存酸素といった2次指標を測定する機器など、水質分析に用いられている。測定は、同じく、1つの水質標本から抽出し、標本に対する科学的物理的テストを多数することで、1束のフォームで作られる。
1950年代か初期の水路運搬モデルでは、幾つもの水路を計算しているし、主に、洪水の早期発見を狙っている。1970年代前半に始まったコンピューターモデルは、水質汚染を運ぶ水路の運搬を分析しようと開発されたが、さまざまな化学物質の溶出速度を考えており、土壌への浸透や結果的には受容する側の水に届く汚染をも考慮している。
流液の科学分解を計算し、運搬を生じる初期のモデルはアメリカ環境保護庁の約定の下で、1970年代前半に開発された。コンピューターモデルは、土地使用と科学的操作の法的規制に関する戦略を導く、たくさんの汚染緩和の研究に関する基礎を形成した。DSSAMモデルも、そうした研究の中で開発され、汚染経路の線形的解析に貢献した。